# Caryocorbula contracta
Caryocorbula contracta is een tweekleppigensoort uit de familie van de Corbulidae. De wetenschappelijke naam van de soort is voor het eerst geldig gepubliceerd in 1822 door Say.